# Joe Mantegna
Joseph Anthony “Joe” Mantegna, Jr. (Chicago, 13 de novembro de 1947) é um ator, produtor, roteirista e diretor de cinema americano. É mais conhecido por suas atuações em diversos sucessos de bilheteria como Three Amigos!, de 1986, The Godfather Part III (br: O Poderoso Chefão 3 / pt: O Padrinho: Parte III), de 1990, Airheads (br: Os Cabeças-de-Vento / pt: Cabeças Ocas), de 1994, Forget Paris, de 1995, Up Close & Personal, de 1996, e The Simpsons Movie, de 2007.
Mantegna foi indicado para o Emmy por participações em três produções televisivas diferentes, The Last Don (1997), The Rat Pack (1999) e The Starter Wife (2007). Trabalhou como produtor executivo de diversos filmes para o cinema e televisão, como Corduroy (1984), Hoods (1998) e Lakeboat (2000), que ele também dirigiu.
Na televisão participou de séries de curta duração, como First Monday (2002) e Joan of Arcadia (2003–2005). Desde o episódio "Bart the Murderer", de 1991, do desenho animado The Simpsons, Mantegna tem tido uma participação recorrente na comédia, no papel do chefe mafioso Fat Tony. Interpretou o detetive fictício "Spenser", de Robert B. Parker, em três filmes feitos para a televisão feitos entre 1999 e 2001. Em 2007 substituiu Mandy Patinkin como o principal personagem da série de drama Criminal Minds.
Recebeu os prêmios Tony e Joseph Jefferson por seu papel na peça vencedora do Prêmio Pulitzer, Glengarry Glen Ross, de David Mamet. Mantegna trabalhou com Mamet em diversas outras produções, como o filme Things Change e House of Games.